# Владислав Косіняк-Камиш
Владислав Марцін Косіняк-Камиш (нар. 10 серпня 1981) — польський лікар і політик. Голова Польської народної партії (PSL), з 2015 року, міністр сім'ї, праці та соціальної політики в урядах Дональда Туска та Еви Копач в 2011—2015 роках. У 2020 році був кандидатом у президенти Польщі. У 2023 році отримав портфель віцепрем'єра та міністра оборони в третьому уряді Туска.

## Раннє життя

### Сім'я
Косіняк-Камиш народився в Кракові за часів комуністичної Польщі. Виховувався на традиціях народного руху. Його батько, Анджей Косіняк-Камиш, лікар і політик, який обіймав посаду міністра охорони здоров'я та соціального забезпечення під час першого некомуністичного уряду Тадеуша Мазовецького, де він вів постійну боротьбу за те, щоб у ситуації постійної нестачі ресурсів здоров'я догляд на технологічному рівні почав наздоганяти Захід. Його дід і тезка по батьківській лінії, Владислав, народжений на початку Першої світової війни, під час Другої світової війни служив солдатом у 13-му Віленському уланському полку та батальйонах хлопських. Після війни він повернувся до рідного міста Беняшовіці, де разом із бабусею був фермером біля гирла Дунайця при впадінні у Віслу.

### Освіта
Навчався у Кракові, куди переїхали його батьки. Косіняк-Каміш навчався у гімназії Яна ІІІ Собеського в Кракові. Згодом він вивчав медицину в Медичному колегіумі Ягеллонського університету до 2006 року. Він хотів бути лікарем, щоб допомагати іншим і рятувати їхні життя. Він став асистентом кафедри внутрішньої медицини та сільської медицини Ягеллонського університету. У 2010 році Косіняк-Камиш здобув ступінь доктора медичних наук разом з Томашем Гузіком. Він здобув докторський ступінь на основі дисертації під назвою «Взаємозв'язок варіації гена, що кодує ГТФ-циклогідролазу, з функцією ендотелію судин у пацієнтів з діабетом 2 типу», в якій він вивчав генетичні детермінанти діабету. Косіняк-Камиш здійснював наукові дослідження, зокрема в Медичній школі Університету Еморі в Атланті.
Першу роботу розпочав на кафедрі внутрішніх хвороб і сільської медицини Медичного колегіуму Ягеллонського університету, де проходив медичне стажування. Під час навчання Косіняк-Каміш був волонтером Волонтерської асоціації Святого Іллі, яка діяла при базиліці Відвідин Пресвятої Діви Марії (на піску) в Кракові.

## Політична кар'єра
Косіняк-Камиш завжди був пов'язаний з Польською народною партією (PSL). Був співзасновником молодіжного крила PSL — Форум молоді. Разом вони представляли народ у передачі «Młodzież Kontra» на телеканалі TVP, в якому брали інтерв'ю у політиків. Таким чином вони здобули перші навички в політиці. Косіняк-Камиш брав участь у 12 виборчих кампаніях Польської народної партії. Вперше це було під час президентських виборів 2000 року, коли він підтримав організацію Ярослава Калиновського, випускаючи листівки, розвішуючи плакати та збираючи підписи для висування кандидатів.
На місцевих виборах 2010 року Владислав Косіняк-Камиш отримав 763 голоси. Оскільки Яцек Майхровський був мером Кракова, він міг зайняти своє місце в міській раді Кракова.
18 серпня 2011 року він був призначений міністром сім'ї, праці та соціальної політики у другому уряді Дональда Туска. На цій посаді перебував до 16 листопада 2015 року.
На парламентських виборах 2015 року PSL і Громадянська платформа втратили парламентську більшість і відтоді перебувають в опозиції. Через поганий результат виборів і тому, що він не отримав мандат, Януш Пєхоцінський подав у відставку з посади голови партії, а 7 листопада 2015 року його змінив Косіняк-Камиш У 2019 році PSL приєдналася до Польської коаліції з політичним рухом Kukiz'15 та політичною партією Спілка європейських демократів. На парламентських виборах 2019 року він здобув 33 784 голоси.
Був одним із головних кандидатів на президентських виборах 2020 року ; в деяких опитуваннях він отримував друге місце, що давало б йому місце у другому турі; хоча чинний президент Анджей Дуда мав велику перевагу над ним (близько 30 % і більше). Врешті Косіняк-Камиш отримав 2,36 %.

## Особисте життя
З першою дружиною він розлучився у 2016 році У 2019 році він одружився з Пауліною Косіняк-Камиш, від якої має доньку Зофію.
Є католиком.